# Вильгельм, герцог Вюртембергский
Вильгельм, герцог Вюртембергский (нем. Wilhelm Nikolaus Herzog von Württemberg; 20 июля 1828, Покой, Опольское воеводство — 6 ноября 1896, Мерано) — герцог вюртембергский из герцогской линии дома Вюртемберг; поступил на австрийскую службу, с 1879 по 1881 годы был генерал-губернатором Боснии и Герцеговины, позже командовал войсками в Галиции.

## Ранние годы
Родился в Карлсруэ, королевство Пруссия первым ребёнком в семье Евгения Вюртембергского (племяннике императрицы Марии Фёдоровны супруги Павла I) и его второй жены Елены Гогенлоэ-Лангенбургской. У Вильгельма была трое сводных братьев и сестёр от брака с Матильдой Вальдек-Пирмонтской. Он стал первым членом Вюртембергского дома который посещал государственную среднею школу в Бреслау.

## Карьера

### Военная служба
После учёбы в Женеве, Боне, поступил в звание лейтенанта на службу в сухопутные войска Австро-Венгрии (1-й пехотный полк кайзера Франца Иосифа I). В течение Австро-итальянской войны (1848—1849) был несколько раз ранен. За храбрость был по приказу фельдмаршала Йозефа Радецки переведён с чином капитана в 45-й пехотный полк.
В 1853 году получил чин майора, с 1857 по 1859 — подполковника. Участвовал в Австро-итало-французской войне (1859). Во время Битва при Мадженте произвёл хорошее впечатление у генерал майора Вильгельма фон Ридкирхена и Эдуарда Клам-Галласа. Генералы Гюстав Луи Ланн и Пьер Луи Шарль де Файи упомянули об этом на встрече с принцем Гессенским.
В 1866 году, генерал-майор Вильгельм сражался в Австро-прусско-итальянской войне, бригада под его командованием участвовала в битве при Садове, Свипвальде, Блуменау и Братиславе.
После окончания кампании прибыл с бригадой в Триест, в 1869 году командовал 11-й пехотной дивизии в Праге. 24 октября 1869 года произведён в фельдмаршал-лейтенанты. Участвовал в Франко-прусско войне (на стороне Пруссии) и Русско-турецкой войне (1877—1878).

### Босния и Герцеговина
Во время оккупации Австро-Венгрией Боснии и Герцеговины сражался при Рогеле и Жасе. После военных успехов, Франц Йосиф I назначил его фельдцейхмейстером 18-го армейского корпуса. С 1878 по 1881 годы занимал должность губернатора кондоминиума Босния и Герцеговина.

### Поздние годы
В 1883 году назначен генерал командующим XI корпуса в городе Лемберг. В 1889 году — командир 3-го армейского корпуса в Граце. После смерти короля Вюртемберг Карл I увольняется из армии и после бездетного Вильгельм II стал следующим предполагаемым наследником на престол. Детей не имел, женат не был. Умер во время отпуска в Тироле.